# Liste der Stempelstellen der Harzer Wandernadel

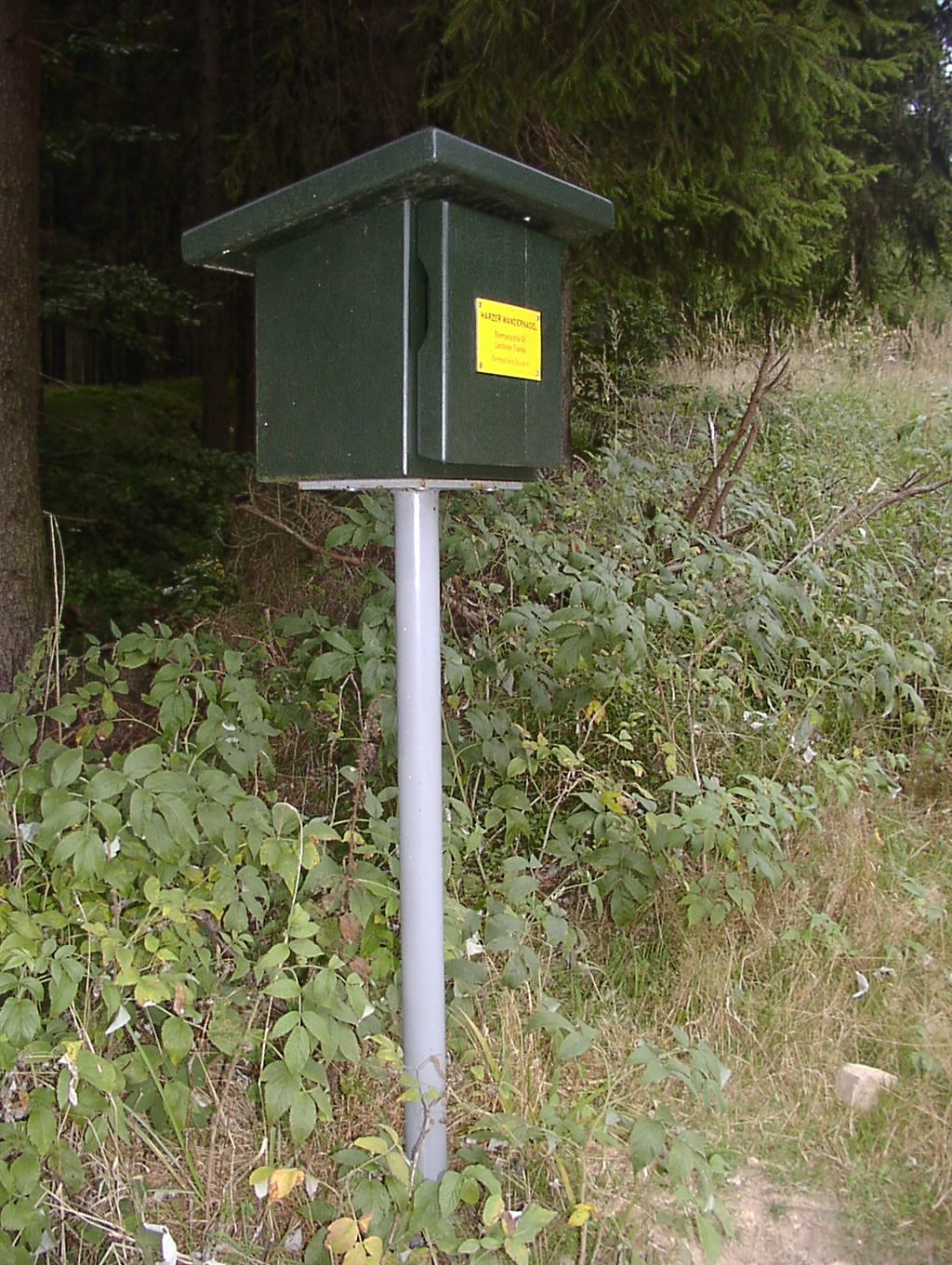
Stempelstelle der Harzer Wandernadel

Diese Liste der Stempelstellen der Harzer Wandernadel bietet einen Überblick über die regulären und ehemaligen Stempelstellen der Harzer Wandernadel, bei der es sich um ein System zur Auszeichnung von aktiven Wanderern im Harz handelt.
Neben den regulären und ehemaligen Stempelstellen enthält die Liste auch die Sonderstempelstellen des Wandernden Stempelkastens seit der Wandersaison 2009/10.
Es werden die Nummer, die geografische Lage, der Landkreis, in welchem die jeweilige Stempelstelle liegt und der nächste Ort angegeben. Bei den saisonalen Stempelstellen findet sich zudem eine Zeitangabe, zu welcher der Wandernde Stempelkasten an der entsprechenden Sehenswürdigkeit Halt gemacht hat.
Zu den meisten Stempelstellen ist auch ein Bild der jeweiligen Örtlichkeit verfügbar, welches einen ersten Eindruck des Wanderziels vermittelt.

## Reguläre Stempelstellen
| Nr. | Name                                        | Lage | Landkreis        | Nächster Ort/ nächste Siedlung | Bild                                                             |
| --- | ------------------------------------------- | ---- | ---------------- | ------------------------------ | ---------------------------------------------------------------- |
| 1   | Eckertalsperre (Staumauer)                  | ⊙    | Harz             | Bad Harzburg                   | Staumauer der Eckertalsperre                                     |
| 2   | Scharfenstein (Rangerstation)               | ⊙    | Harz             | Ilsenburg (Harz)               | Rangerstation am Scharfenstein                                   |
| 3   | Am Kruzifix                                 | ⊙    | Harz             | Ilsenburg (Harz)               | Blick zum Brocken von der Wegkreuzung am Kruzifix                |
| 4   | Taubenklippe                                | ⊙    | Harz             | Ilsenburg (Harz)               | Taubenklippe im Nationalpark Harz bei Ilsenburg                  |
| 5   | Froschfelsen                                | ⊙    | Harz             | Ilsenburg (Harz)               | Froschfelsen                                                     |
| 6   | Bremer Hütte/Obere Ilsefälle                | ⊙    | Harz             | Ilsenburg (Harz)               | Bremer Hütte an den Oberen Ilsefällen                            |
| 7   | Gasthaus Plessenburg                        | ⊙    | Harz             | Ilsenburg (Harz)               | Gasthaus Plessenburg                                             |
| 8   | Stempelsbuche                               | ⊙    | Harz             | Ilsenburg (Harz)               | Schutzhütte Stempelsbuche                                        |
| 9   | Brockenhaus                                 | ⊙    | Harz             | Schierke                       | Brockengipfel im Winter                                          |
| 10  | Große Zeterklippe                           | ⊙    | Harz             | Schierke                       | ZeterklippenOst                                                  |
| 11  | Eckerloch                                   | ⊙    | Harz             | Schierke                       | Eckerlochstieg                                                   |
| 12  | Achtermannshöhe                             | ⊙    | Goslar           | Königskrug                     | Blick zum Gipfel des Achtermanns                                 |
| 13  | Ahrensklint                                 | ⊙    | Harz             | Schierke                       | Ahrensklint                                                      |
| 14  | Schnarcherklippen (Schutzhütte)             | ⊙    | Harz             | Schierke                       | eine der Schnarcherklippen                                       |
| 15  | Leistenklippe                               | ⊙    | Harz             | Drei Annen Hohne               | Auf der Leistenklippe                                            |
| 16  | Ferdinandsstein                             | ⊙    | Harz             | Ilsenburg (Harz)               | Ferdinandsstein                                                  |
| 17  | Trudenstein                                 | ⊙    | Harz             | Drei Annen Hohne               | Trudenstein im Winter                                            |
| 18  | Grenzweg am Kaffeehorst                     | ⊙    | Harz             | Schierke                       | Schutzhütte am Grenzweg beim Kaffeehorst                         |
| 19  | Skidenkmal                                  | ⊙    | Goslar           | Torfhaus                       | Skidenkmal südwestlich des Eckerstausees                         |
| 20  | Barenberg (Aussichtspunkt)                  | ⊙    | Harz             | Elend                          | Blick vom Barenberg auf Elend                                    |
| 21  | Helenenruh                                  | ⊙    | Harz             | Schierke                       | Blick in Richtung Schierke von der Schutzhütte an der Helenenruh |
| 22  | Gelber Brink (Abzweig Brockenstraße)        | ⊙    | Harz             | Schierke                       | Eiserner Wegweiser am Gelben Brink                               |
| 23  | Molkenhausstern                             | ⊙    | Harz             | Schierke                       | Wegekreuzung Molkenhaus-Stern                                    |
| 24  | Wolfsklippe                                 | ⊙    | Harz             | Ilsenburg (Harz)               | Aussichtsgerüst an den Wolfsklippen                              |
| 25  | Oberförster-Koch-Denkmal                    | ⊙    | Harz             | Darlingerode                   | Oberförster-Koch-Denkmal                                         |
| 26  | Mönchsbuche                                 | ⊙    | Harz             | Hasserode                      | Mönchsbuche                                                      |
| 27  | Ottofelsen                                  | ⊙    | Harz             | Drei Annen Hohne               | Ottofelsen                                                       |
| 28  | Gasthaus Steinerne Renne                    | ⊙    | Harz             | Hasserode                      | Gasthaus mit Wasserfall Steinerne Renne                          |
| 29  | Elversstein                                 | ⊙    | Harz             | Hasserode                      | Blick vom Elversstein bei Wernigerode                            |
| 30  | Gasthaus Ilsestein                          | ⊙    | Harz             | Ilsenburg (Harz)               | Auf dem Ilsestein                                                |
| 31  | Agnesberg                                   | ⊙    | Harz             | Wernigerode                    | Blick vom Agnesberg                                              |
| 32  | Gasthaus Christianental                     | ⊙    | Harz             | Nöschenrode                    | Gasthaus Christianental                                          |
| 33  | Stapenberg                                  | ⊙    | Harz             | Benzingerode                   | Blick vom Stapenberg                                             |
| 34  | Scharfenstein                               | ⊙    | Harz             | Nöschenrode                    | Scharfenstein bei Wernigerode                                    |
| 35  | Gasthaus Armeleuteberg                      | ⊙    | Harz             | Hasserode                      | Armeleuteberg                                                    |
| 36  | Peterstein                                  | ⊙    | Harz             | Elbingerode                    | Zillierbachtalsperre Peterstein                                  |
| 37  | Büchenberg                                  | ⊙    | Harz             | Elbingerode                    | Beginn des Bergbaulehrpfads an der Grube Büchenberg              |
| 38  | Galgenberg                                  | ⊙    | Harz             | Elbingerode                    | Galgenberg bei Elbingerode                                       |
| 39  | Tagebau Felswerke                           | ⊙    | Harz             | Elbingerode                    | Tagebau Felswerke                                                |
| 40  | Königshütter Wasserfall                     | ⊙    | Harz             | Königshütte                    | Königshütter Wasserfall                                          |
| 41  | Ruine Königsburg                            | ⊙    | Harz             | Königshütte                    | Ruine der Königsburg                                             |
| 42  | Trogfurter Brücke                           | ⊙    | Harz             | Susenburg                      | Staumauer der Talsperre Königshütte                              |
| 43  | Wasserscheide Weser-Elbe „Hohe Tür“         | ⊙    | Göttingen        | Steina                         |                                                                  |
| 44  | Kapitelsberg am Kreuz                       | ⊙    | Harz             | Tanne                          | Aussicht vom Kapitelsberg                                        |
| 45  | Dicke Tannen                                | ⊙    | Goslar           | Hohegeiß                       | Informationstafel am Naturschutzgebiet Dicke Tannen              |
| 46  | Grenzmuseum (Ring der Erinnerung)           | ⊙    | Harz             | Sorge                          | Im Grenzmuseum Sorge                                             |
| 47  | Oberharzblick am Buchenberg                 | ⊙    | Harz             | Benneckenstein                 | Oberharzblick am Buchenberg                                      |
| 48  | Stierbergsteich                             | ⊙    | Nordhausen       | Sophienhof                     | Stierbergsteich                                                  |
| 49  | Grüntal                                     | ⊙    | Harz             | Trautenstein                   | Grüntal                                                          |
| 50  | Walzenhütte                                 | ⊙    | Harz             | Trautenstein                   | Walzenhütte                                                      |
| 51  | Carlsturm                                   | ⊙    | Harz             | Sophienhof                     | Carlsturm auf der Carlshaushöhe                                  |
| 52  | Trageburg am Hexenstieg                     | ⊙    | Harz             | Trautenstein                   | Standort ehem. Trageburg                                         |
| 53  | Hasselvorsperre                             | ⊙    | Harz             | Hasselfelde                    | Staumauer der Hasselvorsperre                                    |
| 54  | Rotestein                                   | ⊙    | Harz             | Wendefurth                     | Blick vom Rotestein                                              |
| 55  | Wüstung Selkenfelde/Kirche                  | ⊙    | Harz             | Friedrichshöhe                 | Fundamentreste der Selkirche                                     |
| 56  | Rappbodeblick Trautenstein                  | ⊙    | Harz             | Trautenstein                   | Staumauer der Rappbode-Vorsperre                                 |
| 57  | Echowiese Allrode                           | ⊙    | Harz             | Allrode                        | An der Echowiese bei Allrode                                     |
| 58  | Pferdchen                                   | ⊙    | Göttingen        | Zorge                          | Blick vom Aussichtspunkt Pferdchen bei Zorge                     |
| 59  | Klostergrund Michaelstein                   | ⊙    | Harz             | Michaelstein                   | Kloster Michaelstein                                             |
| 60  | Stemberghaus (Köhlerei)                     | ⊙    | Harz             | Wendefurth                     | Harzköhlerei Stemberghaus                                        |
| 61  | Harzer Grauwacke Rieder                     | ⊙    | Harz             | Rieder                         | Harzer Grauwacke Rieder                                          |
| 62  | Talsperre Wendefurth (Bergseite)            | ⊙    | Harz             | Wendefurth                     | Talsperre Wendefurth                                             |
| 63  | Schöneburg (Aussichtspunkt)                 | ⊙    | Harz             | Altenbrak                      | Aussichtspunkt Schöneburg                                        |
| 64  | Böser Kleef (Aussichtspunkt)                | ⊙    | Harz             | Altenbrak                      | Blick auf Altenbrak vom Bösen Kleef                              |
| 65  | Gasthaus Todtenrode                         | ⊙    | Harz             | Altenbrak                      | Gasthaus Todtenrode                                              |
| 66  | Wilhelmsblick (Aussichtspunkt)              | ⊙    | Harz             | Treseburg                      | Aussicht vom Wilhelmsblick                                       |
| 67  | Weißer Hirsch (Aussichtspunkt)              | ⊙    | Harz             | Treseburg                      | Blick auf Treseburg vom Aussichtspunkt Weißer Hirsch             |
| 68  | Pfeil-Denkmal                               | ⊙    | Harz             | Treseburg                      | Pfeildenkmal                                                     |
| 69  | Sonnenklippe                                | ⊙    | Harz             | Treseburg                      | Sonnenklippe                                                     |
| 70  | Prinzensicht (Aussichtspunkt)               | ⊙    | Harz             | Thale                          | Prinzensicht                                                     |
| 71  | Roßtrappe (Abzweig Schurre)                 | ⊙    | Harz             | Thale                          | Blick von der Roßtrappe ins Bodetal                              |
| 72  | La Viershöhe                                | ⊙    | Harz             | Thale                          | La Viershöhe                                                     |
| 73  | Glockenstein                                | ⊙    | Harz             | Stecklenberg                   | Glockenstein bei Stecklenberg                                    |
| 74  | Hamburger Wappen (Teufelsmauer)             | ⊙    | Harz             | Timmenrode                     | Hamburger Wappen                                                 |
| 75  | Hahnenkleeklippen                           | ⊙    | Goslar           | Königskrug                     | Hahnenkleeklippen                                                |
| 76  | Großvaterfelsen                             | ⊙    | Harz             | Blankenburg (Harz)             | Großvater, Teufelsmauer                                          |
| 77  | Ruine Luisenburg                            | ⊙    | Harz             | Blankenburg (Harz)             | An der Luisenburg                                                |
| 78  | Barocke Gärten                              | ⊙    | Harz             | Blankenburg (Harz)             | Barocke Gärten Blankenburg                                       |
| 79  | Otto-Ebert-Brücke (am Herzogsweg)           | ⊙    | Harz             | Blankenburg (Harz)             | Otto-Ebert-Brücke                                                |
| 80  | Burgruine Regenstein                        | ⊙    | Harz             | Blankenburg (Harz)             | Burgruine Regenstein                                             |
| 81  | Sandhöhlen im Heers                         | ⊙    | Harz             | Blankenburg (Harz)             | Sandhöhlen im Heers                                              |
| 82  | Regensteinmühle                             | ⊙    | Harz             | Blankenburg (Harz)             | Regensteinmühle                                                  |
| 83  | Austbergturm                                | ⊙    | Harz             | Benzingerode                   | Austbergturm                                                     |
| 84  | Altenburg (bei Heimburg)                    | ⊙    | Harz             | Heimburg                       | Pavillon Altenburg bei Heimburg                                  |
| 85  | Wasserkunst Thumkuhlental                   | ⊙    | Harz             | Hasserode                      | Wasserkunst Thumkuhlenthal                                       |
| 86  | Bisongehege                                 | ⊙    | Mansfeld-Südharz | Stangerode                     | Bisongehege im Wildpark Stangerode                               |
| 87  | Volkmarskeller                              | ⊙    | Harz             | Eggeröder Brunnen              | Volkmarskeller                                                   |
| 88  | Hoher Kleef (Aussichtspavillon)             | ⊙    | Harz             | Höhlenort Rübeland             | Aussichtspunkt Hoher Kleef                                       |
| 89  | Schornsteinberg                             | ⊙    | Harz             | Höhlenort Rübeland             | Blick vom Schornsteinberg                                        |
| 90  | Roter Schuss                                | ⊙    | Nordhausen       | Zorge                          | Blick auf Ellrich vom Roten Schuss                               |
| 91  | Weltkulturerbe Rammelsberg                  | ⊙    | Goslar           | Rammelsberg                    | obertägige Bergwerksanlagen Rammelsbergs                         |
| 92  | Poppenberg mit Aussichtsturm                | ⊙    | Nordhausen       | Ilfeld                         | Poppenbergturm                                                   |
| 93  | Dreitälerblick                              | ⊙    | Nordhausen       | Netzkater                      | Dreitälerblick                                                   |
| 94  | Drei-Herren-Steine (am Brandhai)            | ⊙    | Nordhausen       | Breitenstein                   | Drei-Herren-Steine                                               |
| 95  | Ilfelder Wetterfahne                        | ⊙    | Nordhausen       | Ilfeld                         | Blick von der Ilfelder Wetterfahne                               |
| 96  | Ehemalige Steinmühle                        | ⊙    | Nordhausen       | Sülzhayn                       | Rastplatz an der ehem. Steinmühle                                |
| 97  | Ziegenalm                                   | ⊙    | Nordhausen       | Sophienhof                     | Ziegenalm Sophienhof                                             |
| 98  | Ruine Hohnstein                             | ⊙    | Nordhausen       | Neustadt/Harz                  | Burgruine Hohnstein                                              |
| 99  | Harzer Holzdampflok                         | ⊙    | Nordhausen       | Neustadt/Harz                  | Harzer Holzdampflock                                             |
| 100 | Ebersburg                                   | ⊙    | Nordhausen       | Sägemühle                      | Bergfried der Ebersburg                                          |
| 101 | Einhornhöhle                                | ⊙    | Göttingen        | Scharzfeld                     | Eingang der Einhornhöhle                                         |
| 102 | Lageswarte                                  | ⊙    | Goslar           | Neuekrug                       | Blick auf die Innerstetalsperre von der Lageswarte               |
| 103 | Luchsstein                                  | ⊙    | Goslar           | Lautenthal                     | Luchsstein                                                       |
| 104 | Tränkebachhütte                             | ⊙    | Goslar           | Lautenthal                     | Tränkebachhütte                                                  |
| 105 | Prinzenlaube                                | ⊙    | Goslar           | Wildemann                      | Prinzenlaube auf der Ernst-August-Höhe                           |
| 106 | Schöne Aussicht, Bielstein                  | ⊙    | Goslar           | Lautenthal                     | Pavillon Schöne Aussicht, Bielstein                              |
| 107 | Maaßener Gaipel                             | ⊙    | Goslar           | Lautenthal                     | Ausflugsgaststätte Maaßener Gaipel                               |
| 108 | Sudmerberger Warte                          | ⊙    | Goslar           | Sudmerberg                     | Sudmerberger Warte                                               |
| 109 | Heimberg                                    | ⊙    | Goslar           | Wolfshagen im Harz             | Rekultivierter Steinbruch am Heimberg                            |
| 110 | Granestausee                                | ⊙    | Goslar           | Herzog Juliushütte             | Blick über den Granestausee                                      |
| 111 | Steinbergturm                               | ⊙    | Goslar           | Steinberg                      | Steinberg mit Steinbergturm                                      |
| 112 | Liebesbank                                  | ⊙    | Goslar           | Hahnenklee                     | Liebesbank bei Hahnenklee                                        |
| 113 | Grumbacher Teich                            | ⊙    | Goslar           | Bockswiese                     | Unterer Grumbacher Teich                                         |
| 114 | Ramseck                                     | ⊙    | Goslar           | Rammelsberg                    | Ramseck                                                          |
| 115 | Bismarckturm                                | ⊙    | Göttingen        | Bad Lauterberg im Harz         | Bismarckturm Bad Lauterberg                                      |
| 116 | Verlobungsinsel in der Oker                 | ⊙    | Goslar           | Romkerhalle                    | OkerVerlobungsinsel                                              |
| 117 | Treppenstein                                | ⊙    | Goslar           | Romkerhalle                    | Blick vom Treppenstein                                           |
| 118 | Kästehaus                                   | ⊙    | Goslar           | Romkerhalle                    | Kästehaus                                                        |
| 119 | Hallesche Hütte                             | ⊙    | Goslar           | Romkerhalle                    | Blick von den Ahrendsberger Klippen ins Okertal                  |
| 120 | Elfenstein                                  | ⊙    | Goslar           | Bad Harzburg                   | Elfenstein                                                       |
| 121 | „Aussichtsreich“ Burgberg                   | ⊙    | Goslar           | Bad Harzburg                   | Großer Burgberg mit Canossasäule                                 |
| 122 | Kreuz des deutschen Ostens                  | ⊙    | Goslar           | Bad Harzburg                   | Kreuz des Deutschen Ostens                                       |
| 123 | Gaststätte Rinderstall                      | ⊙    | Goslar           | Oderberg                       | Gaststätte Rinderstall                                           |
| 124 | Köte am Heidenstieg                         | ⊙    | Goslar           | Schulenberg im Oberharz        | Köte am Heidensteig                                              |
| 125 | Schalker Turm                               | ⊙    | Goslar           | Festenburg                     | Schalker Aussichtsturm                                           |
| 126 | Lochstein, Oberer Schalker Graben           | ⊙    | Goslar           | Festenburg                     | Lochstein am Oberer Schalker Graben                              |
| 127 | Weppner Hütte, Jägersbleeker Teich          | ⊙    | Goslar           | Clausthal                      | Jägersbleeker Teich                                              |
| 128 | Huttaler Widerwaage                         | ⊙    | Goslar           | Clausthal                      | Huttaler Widerwaage                                              |
| 129 | Hütte im Arboretum                          | ⊙    | Goslar           | Bad Grund (Harz)               | Hütte am Arboretum                                               |
| 130 | Iberger Albertturm                          | ⊙    | Göttingen        | Bad Grund (Harz)               | Iberger Albertturm                                               |
| 131 | Kaysereiche (Schutzhütte)                   | ⊙    | Göttingen        | Bad Grund (Harz)               | Kaysereiche bei Bad Grund                                        |
| 132 | Schwarzenberg, Brockenblick                 | ⊙    | Goslar           | Altenau                        | Blick vom Schwarzenberg auf Altenau                              |
| 133 | Förster-Ludwig-Platz                        | ⊙    | Goslar           | Altenau                        | Förster-Ludewig-Platz                                            |
| 134 | Gustav-Baumann-Weg                          | ⊙    | Goslar           | Altenau                        | Stempelstelle 134 am Gustav-Baumann-Weg                          |
| 135 | Wolfswarte                                  | ⊙    | Goslar           | Torfhaus                       | Bruchberg an der Wolfswarte                                      |
| 136 | Eckersprung                                 | ⊙    | Harz             | Oderbrück                      | Schutzhütte Eckersprung                                          |
| 137 | Bärenbrucher Teich                          | ⊙    | Goslar           | Buntenbock                     | Luftbild des Bärenbrucher Teichs                                 |
| 138 | Braunseck                                   | ⊙    | Goslar           | Buntenbock                     | Schutzhütte am Braunseck                                         |
| 139 | Kuckholzklippe                              | ⊙    | Göttingen        | Lerbach                        | Aussichtsturm Kuckholzklippe                                     |
| 140 | Eselsplatz                                  | ⊙    | Göttingen        | Lerbach                        | Köte am Eselsplatz                                               |
| 141 | Oberer Hahnebalzer Teich                    | ⊙    | Goslar           | Clausthal                      | Oberer Hahnebalzer Teich                                         |
| 142 | Mandolinenhütte                             | ⊙    | Goslar           | Lautenthal                     | Aussichtspunkt Mandolinenhütte                                   |
| 143 | Köte Schindelkopf                           | ⊙    | Göttingen        | Riefensbeek                    | Köte am Schindelkopf                                             |
| 144 | Hanskühnenburg                              | ⊙    | Göttingen        | Riefensbeek                    | Hanskühnenburg                                                   |
| 145 | Schmidts-Denkmal                            | ⊙    | Göttingen        | Kamschlacken                   | Schmidts-Denkmal                                                 |
| 146 | Morgenbrodtshütte                           | ⊙    | Göttingen        | Kamschlacken                   | Morgenbrodtshütte am Großen Wehr                                 |
| 147 | Eleonorenblick                              | ⊙    | Göttingen        | Kamschlacken                   | Aussicht Eleonorenblick                                          |
| 148 | Naturmythenpfad                             | ⊙    | Goslar           | Braunlage                      | Silberteich Andreasberger Steg (am Naturmythenpfad)              |
| 149 | Herzweg Mühlenberg                          | ⊙    | Goslar           | Altenau                        |                                                                  |
| 150 | Großer Knollen                              | ⊙    | Göttingen        | Sieber                         | Großer Knollen                                                   |
| 151 | Ruine Scharzfels                            | ⊙    | Göttingen        | Barbis                         | Burgruine Scharzfels                                             |
| 152 | Knollenkreuz                                | ⊙    | Göttingen        | Barbis                         | Schutzhütte am Knollenkreuz                                      |
| 153 | Goedeckenplatz                              | ⊙    | Göttingen        | Silberhütte                    | Schadenbeeksköpfe am Goedeckenplatz                              |
| 154 | Dreibrodestein                              | ⊙    | Goslar           | Sankt Andreasberg              | Dreibrodesteine                                                  |
| 155 | Rehberger Grabenhaus                        | ⊙    | Goslar           | Sankt Andreasberg              | Rehberger Grabenhaus                                             |
| 156 | Wurmberg-Baude                              | ⊙    | Goslar           | Königskrug                     | Wurmbergbaude                                                    |
| 157 | Kapellenfleck                               | ⊙    | Goslar           | Oderhaus                       | Kapellenfleck                                                    |
| 158 | Hassenstein                                 | ⊙    | Göttingen        | Wieda                          | Blick vom Aussichtspunkt Hassenstein                             |
| 159 | Stöberhai                                   | ⊙    | Göttingen        | Wieda                          | Schutzhütte auf dem Gipfel des Stöberhais                        |
| 160 | Helenenruh                                  | ⊙    | Göttingen        | Zorge                          | Schutzhütte an der Helenenruh                                    |
| 161 | Stephanshütte                               | ⊙    | Göttingen        | Wieda                          |                                                                  |
| 162 | Kreuztalsklippe                             | ⊙    | Göttingen        | Wieda                          | Aussicht von der Kreuztalsklippe auf Wieda                       |
| 163 | Gipfelblick am Kaiserweg                    | ⊙    | Göttingen        | Wieda                          | Gipfelblick am Kaiserweg unterhalb des Wagnerskopfes             |
| 164 | Stiefmutter                                 | ⊙    | Göttingen        | Zorge                          | Aussicht von der Stiefmutter bei Zorge                           |
| 165 | Wendel-Eiche                                | ⊙    | Nordhausen       | Zorge                          | Wendeleiche zwischen Zorge und Ellrich                           |
| 166 | Sachsensteinhütte                           | ⊙    | Göttingen        | Neuhof                         | Schutzhütte an der Sachsensteinklippe                            |
| 167 | Hexentanzplatz Walkenried (Ellricher Blick) | ⊙    | Göttingen        | Ellrich                        | Hexentanzplatz Walkenried, Ellricher Blick                       |
| 168 | Dreieckiger Pfahl                           | ⊙    | Harz             | Oderbrück                      | Schutzhütte am Dreieckigen Pfahl                                 |
| 169 | Molkenhaus                                  | ⊙    | Goslar           | Bad Harzburg                   | Molkenhaus                                                       |
| 170 | Rabenklippe                                 | ⊙    | Goslar           | Bad Harzburg                   | Gasthaus Rabenklippe                                             |
| 171 | Altarklippe                                 | ⊙    | Goslar           | Wolfshagen im Harz             | Blick von der Altarklippe                                        |
| 172 | Katzsohlteich                               | ⊙    | Harz             | Güntersberge                   | Katzsohlteich                                                    |
| 173 | Gaststätte Hirschbüchenkopf                 | ⊙    | Harz             | Siptenfelde                    | Gaststätte und Pension Hirschbüchenkopf                          |
| 174 | Hohnehof                                    | ⊙    | Harz             | Drei Annen Hohne               | Hohnehof                                                         |
| 175 | Schaubergwerk Glasebach                     | ⊙    | Harz             | Straßberg                      | Grube Glasebach                                                  |
| 176 | Uhlenköpfe Hänichen                         | ⊙    | Harz             | Silberhütte                    | Aussichtspunkt auf den Uhlenköpfen                               |
| 177 | Verlobungsurne Alexisbad                    | ⊙    | Harz             | Alexisbad                      | Schutzhütte an der Verlobungsurne bei Alexisbad                  |
| 178 | Hirschgrund (am Gasthaus Königsruhe)        | ⊙    | Harz             | Thale                          | Gasthaus Königsruhe                                              |
| 179 | IV. Friedrichshammer                        | ⊙    | Harz             | IV. Hammer                     | Blick zum IV. Hammer                                             |
| 180 | Alter Kohlenschacht                         | ⊙    | Harz             | Opperode                       | Stempelstelle 180                                                |
| 181 | Forstmeister-Tannen                         | ⊙    | Harz             | Ballenstedt                    | Arboretum Forstmeister-Tannen in Ballenstedt                     |
| 182 | Schirm                                      | ⊙    | Harz             | IV. Hammer                     | Rastplatz Schirm im Selketal zwischen Ballenstedt und Harzgerode |
| 183 | Försterblick Gernrode                       | ⊙    | Harz             | Gernrode                       | Försterblick Gernrode                                            |
| 184 | Bärendenkmal                                | ⊙    | Harz             | Sternhaus                      | Bärendenkmal beim Bremer Teich                                   |
| 185 | Preußenturm                                 | ⊙    | Harz             | Bad Suderode                   | Preußenturm Bad Suderode                                         |
| 186 | Anhaltinischer Saalstein                    | ⊙    | Harz             | Bad Suderode                   | Anhaltinischer Saalstein                                         |
| 187 | Burg Lauenburg                              | ⊙    | Harz             | Stecklenberg                   | Kleine Lauenburg                                                 |
| 188 | Teufelsmauer (Weddersleben)                 | ⊙    | Harz             | Neinstedt                      | Teufelsmauer bei Weddersleben                                    |
| 189 | Große Teufelsmühle                          | ⊙    | Harz             | Friedrichsbrunn                | Große Teufelsmühle                                               |
| 190 | Bergrat-Müller-Teich                        | ⊙    | Harz             | Friedrichsbrunn                | Bergrat-Müller-Teich                                             |
| 191 | Laubtalblick                                | ⊙    | Harz             | Friedrichsbrunn                | Laubtalblick                                                     |
| 192 | Historischer Gipsbrennofen                  | ⊙    | Göttingen        | Neuhof                         | Historischer Gipsbrennofen an der Hegeteich-Hütte                |
| 193 | Stahlquelle                                 | ⊙    | Harz             | Neudorf                        | Rastplatz an der Stahlquelle                                     |
| 194 | Hellergrund                                 | ⊙    | Harz             | Neudorf                        | Teich im Hellergrund bei Neudorf                                 |
| 195 | Köthener Hütte                              | ⊙    | Harz             | Mägdesprung                    | Köthener Hütte                                                   |
| 196 | Bremer Teich                                | ⊙    | Harz             | Sternhaus                      | Bremer Teich                                                     |
| 197 | Burgruine Anhalt                            | ⊙    | Harz             | IV. Hammer                     | Bergfried der Burgruine Anhalt                                   |
| 198 | Glockensteine                               | ⊙    | Nordhausen       | Steigerthal                    | Glockensteine bei Steigerthal                                    |
| 199 | Bismarckturm                                | ⊙    | Harz             | Opperode                       | Bismarckturm Opperode                                            |
| 200 | Burg Falkenstein                            | ⊙    | Harz             | Gartenhaus                     | Burg Falkenstein                                                 |
| 201 | Konradsburg                                 | ⊙    | Harz             | Endorf                         | Chor der ehem. Klosterkirche der Konradsburg                     |
| 202 | Landschaftspark Degenershausen              | ⊙    | Harz             | Degenershausen                 | Obelisk im Landschaftspark Degenershausen                        |
| 203 | Schutzhütte am Mettenberg                   | ⊙    | Harz             | Gartenhaus                     | Schutzhütte am Mettenberg im Selketal                            |
| 204 | Selkesicht (an der Ackeburg)                | ⊙    | Harz             | Gartenhaus                     | Selkesicht, Blick auf Burg Falkenstein                           |
| 205 | Am Clusberg (mit Rastplatz)                 | ⊙    | Harz             | Pansfelde                      | Landschaft am Clusberg bei Pansfelde                             |
| 206 | Hahnestein                                  | ⊙    | Goslar           | Hohegeiß                       | Der Hahnestein zum Gedenken an Waldarbeiter Wilhelm Hahne        |
| 207 | Mausoleum                                   | ⊙    | Harz             | Meisdorf                       | Mausoleum der Asseburg                                           |
| 208 | Burgruine Grillenburg                       | ⊙    | Mansfeld-Südharz | Grillenberg                    | Burgruine Grillenburg                                            |
| 209 | Moltkewarte (Aussichtsturm)                 | ⊙    | Mansfeld-Südharz | Lengefeld                      | Moltkewarte                                                      |
| 210 | Schöne Aussicht Hainrode                    | ⊙    | Mansfeld-Südharz | Questenberg                    | Schöne Aussicht bei Hainrode und Questenberg                     |
| 211 | Kiliansteiche                               | ⊙    | Harz             | Straßberg                      | Blick über den oberen Kiliansteich                               |
| 212 | An der Queste                               | ⊙    | Mansfeld-Südharz | Questenberg                    | An der Queste                                                    |
| 213 | Bauerngraben (an periodischem See)          | ⊙    | Mansfeld-Südharz | Agnesdorf                      | Bauerngraben im gefüllten Zustand                                |
| 214 | Reesbergdoline                              | ⊙    | Nordhausen       | Uftrungen                      | Reesbergdoline                                                   |
| 215 | Josephshöhe (Auerberg)                      | ⊙    | Mansfeld-Südharz | Auerberg                       | Josephskreuz                                                     |
| 216 | Lutherbuche                                 | ⊙    | Mansfeld-Südharz | Stolberg                       | Blick vom Aussichtspunkt an der Lutherbuche auf Stolberg         |
| 217 | Sonnenkappe Oderteich                       | ⊙    | Goslar           | Oderbrück                      | An der Sonnenkappe am Oderteich                                  |
| 218 | Neustädter Talsperre                        | ⊙    | Nordhausen       | Neustadt/Harz                  | Talsperre Neustadt                                               |
| 219 | Wippertalsperre                             | ⊙    | Mansfeld-Südharz | Hayda                          | Staumauer der Wippertalsperre                                    |
| 220 | Schutzhütte Philippsgruß                    | ⊙    | Göttingen        | Steina                         | Aussicht von der Schutzhütte Philippsgruß bei Bad Sachsa         |
| 221 | Jungfernklippe                              | ⊙    | Goslar           | Torfhaus                       | Jungfernklippe                                                   |
| 222 | Bergbaulehrpfad Wettelrode                  | ⊙    | Mansfeld-Südharz | Wettelrode                     | Mundloch am Bergbaulehrpfad Wettelrode                           |

## Ehemalige Stempelstellen
Stempelstellen mit doppelt erwähnten Nummern wurden bereits zweimal umgestellt.
| Ehem. Nr. | Name                                    | Lage | Landkreis        | Nächster Ort/ nächste Siedlung | Zeitraum  | Bild                                                         |  |
| --------- | --------------------------------------- | ---- | ---------------- | ------------------------------ | --------- | ------------------------------------------------------------ |  |
| 12        | Toter Weg                               | ⊙    | Harz             | Oderbrück                      | bis 2008  |                                                              |  |
| 16        | Spinne                                  | ⊙    | Harz             | Schierke                       | bis 2008  |                                                              |  |
| 16        | Treppenstieg                            | ⊙    | Harz             | Drei Annen Hohne               | 2008–2012 |                                                              |  |
| 19        | Elendstal                               | ⊙    | Harz             | Schierke                       | bis 2008  |                                                              |  |
| 29        | Schutzhütte am Lutherstein              | ⊙    | Harz             | Hasserode                      | bis 2008  |                                                              |  |
| 36        | Waldwirtschaft Büchenberg               | ⊙    | Harz             | Elbingerode                    | bis 2008  |                                                              |  |
| 37        | Dreiherrenstein (bei Elbingerode)       | ⊙    | Harz             | Elbingerode                    | bis 2008  |                                                              |  |
| 37        | Schloßkopf                              | ⊙    | Harz             | Elbingerode                    | 2008–2012 | Pfalz Bodfeld                                                |  |
| 43        | Wilhelmsborn/Holzeneschenweg            | ⊙    | Harz             | Mandelholz                     | bis 2008  |                                                              |  |
| 43        | Steinatalsperre                         | ⊙    | Göttingen        | Steina                         | 2008–2016 | Steinatalsperre                                              |  |
| 45        | Hotel „Zum Brockenbäcker“               | ⊙    | Harz             | Tanne                          | bis 2008  |                                                              |  |
| 47        | Drei-Länder-Stein                       | ⊙    | Harz             | Rothesütte                     | bis 2016  | Am Drei-Länder-Stein bei Rothesütte                          |  |
| 48        | Bocksplatz                              | ⊙    | Nordhausen       | Rothesütte                     | bis 2008  |                                                              |  |
| 56        | Kreuzwegbaude                           | ⊙    | Harz             | Stiege                         | bis 2008  |                                                              |  |
| 56        | Rappbodeblick (oberhalb Eichenberg)     | ⊙    | Harz             | Hasselfelde                    | 2008–2016 |                                                              |  |
| 57        | Hohle Eiche                             | ⊙    | Harz             | Allrode                        | bis 2016  | Hohle Eiche                                                  |  |
| 58        | Adlereiche                              | ⊙    | Harz             | Allrode                        | bis 2012  | Adlereiche                                                   |  |
| 59        | Gasthaus Windenhütte                    | ⊙    | Harz             | Allrode                        | bis 2016  | Jagdschloss Windenhütte                                      |  |
| 61        | Drei Kronen & Ehrt (Besucherbergwerk)   | ⊙    | Harz             | Höhlenort Rübeland             | bis 2016  | Mundloch des Besucherbergwerks Drei Kronen und Ehrt          |  |
| 75        | Gasthaus Helsunger Krug                 | ⊙    | Harz             | Helsungen                      | bis 2008  |                                                              |  |
| 79        | Gasthaus Ziegenkopf                     | ⊙    | Harz             | Blankenburg (Harz)             | bis 2008  | Ziegenkopfturm und Gasthof Ziegenkopf                        |  |
| 83        | Struvenberg                             | ⊙    | Harz             | Heimburg                       | bis 2016  | Struvenberg                                                  |  |
| 86        | Kloster Michaelstein                    | ⊙    | Harz             | Michaelstein                   | bis 2012  | Kloster Michaelstein                                         |  |
| 91        | Braunsteinhaus                          | ⊙    | Nordhausen       | Appenrode                      | bis 2008  | Braunsteinhaus                                               |  |
| 94        | Rabensteiner Stollen                    | ⊙    | Nordhausen       | Netzkater                      | bis 2008  | Rabensteiner Stollen mit Fördergerüst                        |  |
| 96        | Gäste- und Freizeithaus „Dreiländereck“ | ⊙    | Nordhausen       | Rothesütte                     | bis 2008  |                                                              |  |
| 99        | Komödienplatz                           | ⊙    | Nordhausen       | Niedersachswerfen              | bis 2016  | Komödienplatz                                                |  |
| 99        | Hörninger Sattelköpfe                   | ⊙    | Nordhausen       | Hörningen                      | 2016–2019 | Blick von den Hörninger Sattelköpfen in Richtung Mauderode   |  |
| 100       | Rüdigsdorfer Schweiz                    | ⊙    | Nordhausen       | Rüdigsdorf                     | bis 2012  | Rüdigsdorfer Schweiz                                         |  |
| 102       | Vereinsplatz                            | ⊙    | Goslar           | Neuekrug                       | bis 2016  |                                                              |  |
| 103       | Kalte Birke                             | ⊙    | Goslar           | Neuekrug                       | bis 2016  | Kalte Birke                                                  |  |
| 105       | Schildautal                             | ⊙    | Goslar           | Münchehof                      | bis 2008  |                                                              |  |
| 108       | Brockenblick                            | ⊙    | Goslar           | Lautenthal                     | bis 2016  | Schutzhütte am Brockenblick beim Futterplatz                 |  |
| 111       | Graneblockhaus                          | ⊙    | Goslar           | Hahnenklee                     | bis 2016  | Stempelstelle Graneblockhaus bei Mistwetter                  |  |
| 113       | Hütte Eselsberg                         | ⊙    | Goslar           | Bockswiese                     | bis 2008  | Hütte auf dem Eselsberg                                      |  |
| 114       | Hütte am Sidecum                        | ⊙    | Goslar           | Rammelsberg                    | bis 2016  | Hütte am Sidecum                                             |  |
| 115       | Forsthaus Ammental                      | ⊙    | Goslar           | Oker                           | bis 2012  | Aussichtspunkt am Forsthaus Ammental, Blick in Richtung Oker |  |
| 119       | Brockenblick am Hunesteinbruch          | ⊙    | Goslar           | Romkerhalle                    | bis 2008  | Steinbruch am Huneberg                                       |  |
| 120       | Schlackenplatz                          | ⊙    | Goslar           | Bad Harzburg                   | bis 2008  |                                                              |  |
| 121       | Säperstelle                             | ⊙    | Goslar           | Bad Harzburg                   | bis 2016  | Säperstelle                                                  |  |
| 131       | Bremer Hütte (bei Bad Grund)            | ⊙    | Göttingen        | Bad Grund (Harz)               | bis 2008  |                                                              |  |
| 134       | Brander Klippe                          | ⊙    | Goslar           | Altenau                        | bis 2016  | Brander Klippe                                               |  |
| 141       | Lasfelder Tränke                        | ⊙    | Göttingen        | Lerbach                        | bis 2020  | Denkmal an der Lasfelder Tränke                              |  |
| 142       | Handwerkers Ruh                         | ⊙    | Göttingen        | Lerbach                        | bis 2016  | Felswand an der Handwerkers Ruh                              |  |
| 147       | Pavillon Ackerblick                     | ⊙    | Göttingen        | Riefensbeek                    | bis 2016  | Pavillon Ackerblick                                          |  |
| 148       | Waidmannsruhe                           | ⊙    | Göttingen        | Sieber                         | bis 2016  | Schutzhütte Waidmannsruhe                                    |  |
| 149       | Kastanienplatz                          | ⊙    | Göttingen        | Lonau                          | bis 2012  |                                                              |  |
| 149       | Kleine Oker (im Tischlertal)            | ⊙    | Goslar           | Altenau                        | bis 2024  | Grabenwärterhütte im Tischlertal                             |  |
| 153       | Schadenbeeksköpfe                       | ⊙    | Göttingen        | Silberhütte                    | bis 2016  | Ausblick von den Schadenbeeksköpfen                          |  |
| 162       | Alte Wache                              | ⊙    | Göttingen        | Wieda                          | bis 2016  | Blick auf Wieda vom Aussichtspunkt Alte Wache                |  |
| 163       | Bremer Klippe                           | ⊙    | Göttingen        | Wieda                          | bis 2021  | Bremer Klippe mit Schutzhütte                                |  |
| 166       | Helbing-Hütte (Sachsenstein)            | ⊙    | Göttingen        | Neuhof                         | bis 2016  |                                                              |  |
| 171       | Mittelweg Langenberg                    | ⊙    | Harz             | Güntersberge                   | bis 2008  |                                                              |  |
| 174       | Kuxtal                                  | ⊙    | Harz             | Straßberg                      | bis 2008  |                                                              |  |
| 174       | Waldhof Silberhütte                     | ⊙    | Harz             | Silberhütte                    | 2008–2012 | Auf dem Waldhof Silberhütte                                  |  |
| 178       | Carlswerk Mägdesprung                   | ⊙    | Harz             | Mägdesprung                    | bis 2008  | Carlswerk Mägdesprung                                        |  |
| 180       | Gaststätte Selkemühle                   | ⊙    | Harz             | IV. Hammer                     | bis 2016  | Selkemühle                                                   |  |
| 181       | Schlossmühle Ballenstedt                | ⊙    | Harz             | Ballenstedt                    | bis 2016  | Schlossmühle Ballenstedt mit Schloss                         |  |
| 192       | Quedlinburger Blick                     | ⊙    | Harz             | Friedrichsbrunn                | bis 2012  | Quedlinburger Blick                                          |  |
| 198       | Steinbruch Schneckenberg                | ⊙    | Harz             | Harzgerode                     | bis 2012  | Schutzhütte am Steinbruch Schneckenberg                      |  |
| 206       | Forsthaus Friedrichshohenberg           | ⊙    | Harz             | Neuplatendorf                  | bis 2008  |                                                              |  |
| 210       | Meilerplatz (an der Kohlenstraße)       | ⊙    | Mansfeld-Südharz | Grillenberg                    | bis 2016  | Meilerplatz an der Kohlenstraße                              |  |
| 211       | Kunstteich                              | ⊙    | Mansfeld-Südharz | Wettelrode                     | bis 2016  | Kunstteich bei Wettelrode                                    |  |
| 214       | Heimkehle                               | ⊙    | Mansfeld-Südharz | Uftrungen                      | bis 2016  | Heimkehle: großer Dom                                        |  |
| 216       | Hunrodeiche                             | ⊙    | Mansfeld-Südharz | Hainfeld                       | bis 2016  | Hunrodeiche                                                  |  |
| 217       | Dicke Buche                             | ⊙    | Harz             | Dankerode                      | bis 2016  | Wippertal an der Dicken Buche bei Dankerode                  |  |
| 218       | Jugendherberge Gorenzen                 | ⊙    | Mansfeld-Südharz | Gorenzen                       | bis 2008  |                                                              |  |
| 220       | Sommerrodelbahn bei Wippra              | ⊙    | Mansfeld-Südharz | Wippra                         | bis 2008  |                                                              |  |
| 221       | Karlstrauch (am Biotop)                 | ⊙    | Mansfeld-Südharz | Gorenzen                       | bis 2012  | Karlstrauch (Biotop)                                         |  |
| 222       | Schaubergwerk Röhrigschacht             | ⊙    | Mansfeld-Südharz | Wettelrode                     | bis 2016  | Wettelrode Röhrigschacht                                     |  |

## Sonderstempelstellen

### Wandernder Stempelkasten

#### Saison 2009/10
In dieser Saison wurde der Wandernde Stempelkasten erstmals aufgestellt. Zunächst gab es nur drei Sonderstempel in den Sommermonaten.
| Station | Name            | Zeitraum               | Lage | Landkreis | Nächster Ort/ nächste Siedlung | Bild                              |
| ------- | --------------- | ---------------------- | ---- | --------- | ------------------------------ | --------------------------------- |
| 1       | Feldherrenhügel | April, Mai 2009        | ⊙    | Göttingen | Beierfelde                     | Landschaft am Feldherrenhügel     |
| 2       | Brockengarten   | Juni, Juli 2009        | ⊙    | Harz      | Schierke                       | Versuchs- und Schaugarten Brocken |
| 3       | Gletschertöpfe  | August, September 2009 | ⊙    | Harz      | Huy-Neinstedt                  |                                   |

#### Saison 2010/11
Seit Beginn dieser Wandersaison wird der Wandernde Stempelkasten ununterbrochen an sechs Standorten für jeweils zwei Monate aufgestellt.
| Station | Name                        | Zeitraum                        | Lage | Landkreis        | Nächster Ort/ nächste Siedlung | Bild                                                   |
| ------- | --------------------------- | ------------------------------- | ---- | ---------------- | ------------------------------ | ------------------------------------------------------ |
| 1       | Gegensteine                 | 15. Apr. 2010 bis 14. Jun. 2010 | ⊙    | Harz             | Ballenstedt                    | Auf dem Großen Gegenstein                              |
| 2       | Ebersburg                   | 15. Jun. 2010 bis 14. Aug. 2010 | ⊙    | Nordhausen       | Sägemühle                      | Bergfried der Ebersburg                                |
| 3       | Wildpark Stangerode         | 15. Aug. 2010 bis 14. Okt. 2010 | ⊙    | Mansfeld-Südharz | Stangerode                     | Bisongehege im Wildpark Stangerode                     |
| 4       | Pferdchen                   | 15. Okt. 2010 bis 14. Dez. 2010 | ⊙    | Göttingen        | Zorge                          | Blick vom Aussichtspunkt Pferdchen bei Zorge           |
| 5       | Weiße Brücke                | 15. Dez. 2010 bis 14. Feb. 2011 | ⊙    | Goslar           | Braunlage                      | Tal der Warmen Bode an der Weißen Brücke bei Braunlage |
| 6       | Höhlenwohnungen Langenstein | 15. Feb. 2011 bis 14. Apr. 2011 | ⊙    | Harz             | Langenstein                    | Höhlenwohnung in Langenstein                           |

#### Saison 2011/12
| Station | Name                     | Zeitraum                        | Lage | Landkreis        | Nächster Ort/ nächste Siedlung | Bild                                  |
| ------- | ------------------------ | ------------------------------- | ---- | ---------------- | ------------------------------ | ------------------------------------- |
| 1       | Stein 100                | 16. Apr. 2011 bis 15. Jun. 2011 | ⊙    | Nordhausen       | Stempeda                       | Stein 100                             |
| 2       | Bismarckturm Osterwieck  | 16. Jun. 2011 bis 15. Aug. 2011 | ⊙    | Harz             | Osterwieck                     | Bismarckturm Osterwieck               |
| 3       | Klosterteiche Walkenried | 16. Aug. 2011 bis 15. Okt. 2011 | ⊙    | Göttingen        | Walkenried                     | einer der Klosterteiche in Walkenried |
| 4       | Waldarbeiterdenkmal      | 16. Okt. 2011 bis 15. Dez. 2011 | ⊙    | Goslar           | Goslar                         | Waldarbeiterdenkmal bei Goslar        |
| 5       | Auerbergblick            | 16. Dez. 2011 bis 15. Feb. 2012 | ⊙    | Mansfeld-Südharz | Schwenda                       |                                       |
| 6       | Harlyturm                | 16. Feb. 2012 bis 15. Apr. 2012 | ⊙    | Goslar           | Wöltingerode                   | Harlyturm                             |

#### Saison 2012/13
| Station | Name                     | Zeitraum                        | Lage | Landkreis  | Nächster Ort/ nächste Siedlung | Bild                                       |
| ------- | ------------------------ | ------------------------------- | ---- | ---------- | ------------------------------ | ------------------------------------------ |
| 1       | „Harzer-Sagen-Pfad“      | 16. Apr. 2012 bis 15. Jun. 2012 | ⊙    | Nordhausen | Ilfeld                         | Rapsfeld am "Harzer-Sagen-Pfad" bei Ilfeld |
| 2       | Anisberg                 | 16. Jun. 2012 bis 15. Aug. 2012 | ⊙    | Harz       | Derenburg                      | Blick vom Anisberg auf Derenburg           |
| 3       | Frankenteich             | 16. Aug. 2012 bis 15. Okt. 2012 | ⊙    | Harz       | Straßberg                      | Frankenteich                               |
| 4       | Märchenweg               | 16. Okt. 2012 bis 15. Dez. 2012 | ⊙    | Goslar     | Oderbrück                      | Märchenweg nahe Oderteich                  |
| 5       | Austbergturm             | 16. Dez. 2012 bis 15. Feb. 2013 | ⊙    | Harz       | Benzingerode                   | Austbergturm                               |
| 6       | Spiegelthaler Zechenhaus | 16. Feb. 2013 bis 15. Apr. 2013 | ⊙    | Goslar     | Bockswiese                     | Spiegelthaler Zechenhaus                   |

#### Saison 2013/14
| Station | Name               | Zeitraum                        | Lage | Landkreis        | Nächster Ort/ nächste Siedlung | Bild                                |
| ------- | ------------------ | ------------------------------- | ---- | ---------------- | ------------------------------ | ----------------------------------- |
| 1       | Lonauer Wasserfall | 16. Apr. 2013 bis 15. Jun. 2013 | ⊙    | Göttingen        | Herzberg am Harz               | Lonauer Wasserfall                  |
| 2       | Schlossberg        | 16. Jun. 2013 bis 15. Aug. 2013 | ⊙    | Mansfeld-Südharz | Wolfsberg                      | Blick vom Schlossberg auf Wolfsberg |
| 3       | Neuer Teich        | 16. Aug. 2013 bis 15. Okt. 2013 | ⊙    | Göttingen        | Zorge                          | Neuer Teich Zorge                   |
| 4       | Kelle              | 16. Okt. 2013 bis 15. Dez. 2013 | ⊙    | Nordhausen       | Appenrode                      | Hölle Kelle bei Appenrode           |
| 5       | Steinberg-Alm      | 16. Dez. 2013 bis 15. Feb. 2014 | ⊙    | Goslar           | Steinberg                      | Steinberg-Alm                       |
| 6       | Burgruine Arnstein | 16. Feb. 2014 bis 25. Apr. 2014 | ⊙    | Mansfeld-Südharz | Harkerode                      | Burgruine Arnstein                  |

#### Saison 2014/15
| Station | Name                      | Zeitraum                        | Lage | Landkreis  | Nächster Ort/ nächste Siedlung | Bild                                   |
| ------- | ------------------------- | ------------------------------- | ---- | ---------- | ------------------------------ | -------------------------------------- |
| 1       | Gänseschnabel             | 26. Apr. 2014 bis 15. Jun. 2014 | ⊙    | Nordhausen | Ilfeld                         | Gänseschnabel                          |
| 2       | Muxklippe                 | 16. Jun. 2014 bis 15. Aug. 2014 | ⊙    | Goslar     | Bad Harzburg                   | Muxklippe                              |
| 3       | Wolfswarte                | 16. Aug. 2014 bis 15. Okt. 2014 | ⊙    | Harz       | III. Hammer                    | Wolfswarte bei Mägdesprung-III. Hammer |
| 4       | Kalksteinbruch Winterberg | 16. Okt. 2014 bis 15. Dez. 2014 | ⊙    | Göttingen  | Bad Grund (Harz)               | Kalksteinbruch Winterberg              |
| 5       | Schwedenschanze Stiege    | 16. Dez. 2014 bis 15. Feb. 2015 | ⊙    | Harz       | Friedrichshöhe                 | Schwedenschanze                        |
| 6       | Belvedereturm             | 16. Feb. 2015 bis 15. Apr. 2015 | ⊙    | Harz       | Halberstadt                    | Belvedere in den Spiegelsbergen        |

#### Saison 2015/16
| Station | Name                        | Zeitraum                        | Lage | Landkreis  | Nächster Ort/ nächste Siedlung | Bild                                  |
| ------- | --------------------------- | ------------------------------- | ---- | ---------- | ------------------------------ | ------------------------------------- |
| 1       | Arboretum, Ahornpark Ilfeld | 16. Apr. 2015 bis 15 Jun. 2015  | ⊙    | Nordhausen | Ilfeld                         | Eingang des Ahornparks bei Ilfeld     |
| 2       | Eleonorenblick              | 16. Jun. 2015 bis 16. Aug. 2015 | ⊙    | Göttingen  | Kamschlacken                   | Aussicht Eleonorenblick               |
| 3       | creativ-art-Pfad            | 17. Aug. 2015 bis 15. Okt. 2015 |      | Goslar     | Clausthal-Zellerfeld           | creativ-art Pfad Clausthal-Zellerfeld |
| 4       | Schloss Stiege              | 16. Okt. 2015 bis 15. Dez. 2015 | ⊙    | Harz       | Stiege                         | Schloss Stiege                        |
| 5       | Schäfereiche                | 15. Dez. 2015 bis 15. Feb. 2016 | ⊙    | Harz       | Bad Suderode                   | Schäfereiche bei Bad Suderode         |
| 6       | Alte Warte                  | 16. Feb. 2016 bis 15. Apr. 2016 | ⊙    | Göttingen  | Barbis                         | Alte Warte auf dem Bühberg            |

#### Saison 2016/17
| Station | Name                     | Zeitraum                        | Lage | Landkreis        | Nächster Ort/ nächste Siedlung | Bild                                |
| ------- | ------------------------ | ------------------------------- | ---- | ---------------- | ------------------------------ | ----------------------------------- |
| 1       | Ilfelder Burgberg        | 16. Apr. 2016 bis 15. Jun. 2016 | ⊙    | Nordhausen       | Ilfeld                         | Ilburg                              |
| 2       | Hexenbankweg             | 16. Jun. 2016 bis 15. Aug. 2016 | ⊙    | Goslar           | Hahnenklee                     | Hexenbank bei Hahnenklee            |
| 3       | Kaiser-Otto-Höhenweg     | 16. Aug. 2016 bis 15. Okt. 2016 | ⊙    | Mansfeld-Südharz | Drebsdorf                      | Schutzhütte am Kaiser-Otto-Höhenweg |
| 4       | Kyffhäuser               | 16. Okt. 2016 bis 15. Dez. 2016 | ⊙    | Kyffhäuserkreis  | Tilleda                        | Kyffhäuserdenkmal                   |
| 5       | Luisenblick Aschersleben | 16. Dez. 2016 bis 15. Feb. 2017 | ⊙    | Salzlandkreis    | Westdorf                       | Luisenblick Aschersleben            |
| 6       | Steinway-Park            | 16. Feb. 2017 bis 15. Apr. 2017 | ⊙    | Goslar           | Seesen                         | Steinway-Park Seesen                |

#### Saison 2017/18
| Station | Name                          | Zeitraum                        | Lage | Landkreis        | Nächster Ort/ nächste Siedlung | Bild                     |
| ------- | ----------------------------- | ------------------------------- | ---- | ---------------- | ------------------------------ | ------------------------ |
| 1       | Teufelsteich                  | 16. Apr. 2017 bis 15. Jun. 2017 | ⊙    | Harz             | Neudorf                        | Teufelsteich bei Neudorf |
| 2       | Kuckanstal                    | 16. Jun. 2017 bis 15. Aug. 2017 |      | Göttingen        | Bad Sachsa                     |                          |
| 3       | Bismarckklippe am Hirtenstieg | 16. Aug. 2017 bis 15. Okt. 2017 | ⊙    | Harz             | Torfhaus                       |                          |
| 4       | Schutzhütte an der Sieber     | 16. Okt. 2017 bis 15. Dez. 2017 |      | Göttingen        | Sankt Andreasberg              |                          |
| 5       | Burg Neu-Morungen             | 16. Dez. 2017 bis 15. Feb. 2018 | ⊙    | Mansfeld-Südharz | Morungen                       | Burg Neu-Morungen        |
| 6       | Auerhuhngehege                | 16. Feb. 2018 bis 15. Apr. 2018 | ⊙    | Göttingen        | Lonau                          | Auerhuhngehege Lonau     |

#### Saison 2018/19
| Station | Name                   | Zeitraum                        | Lage | Landkreis | Nächster Ort/ nächste Siedlung | Bild                                |
| ------- | ---------------------- | ------------------------------- | ---- | --------- | ------------------------------ | ----------------------------------- |
| 1       | Burg Alter Falkenstein | 16. Apr. 2018 bis 15. Jun. 2018 | ⊙    | Harz      | Gartenhaus                     | Alter Falkenstein                   |
| 2       | Rhumequelle            | 16. Jun. 2018 bis 15. Aug. 2018 | ⊙    | Göttingen | Rhumasprung                    | Rhumequelle                         |
| 3       | Königstein             | 16. Aug. 2018 bis 15. Okt. 2018 | ⊙    | Harz      | Westerhausen                   | Königstein (Westerhausen)           |
| 4       | Preußischer Saalstein  | 16. Okt. 2018 bis 15. Dez. 2018 | ⊙    | Harz      | Bad Suderode                   | Preußischer Saalstein, Bad Suderode |
| 5       | Teufelskanzel          | 16. Dez. 2018 bis 15. Feb. 2019 | ⊙    | Harz      | Halberstadt                    | Klusfelsen in den Klusbergen        |
| 6       | Steinkirche Scharzfeld | 16. Feb. 2019 bis 15. Apr. 2019 | ⊙    | Göttingen | Scharzfeld                     | Steinkirche Scharzfeld              |

#### Saison 2019/20
| Station | Name                   | Zeitraum                        | Lage | Landkreis        | Nächster Ort/ nächste Siedlung | Bild                   |
| ------- | ---------------------- | ------------------------------- | ---- | ---------------- | ------------------------------ | ---------------------- |
| 1       | Adlerklippen           | 16. Apr. 2019 bis 15. Jun. 2019 | ⊙    | Goslar           | Okertal                        |                        |
| 2       | Burgruine Lichtenstein | 16. Jun. 2019 bis 15. Aug. 2019 | ⊙    | Göttingen        | Osterode am Harz               | Burgruine Lichtenstein |
| 3       | Harburg                | 16. Aug. 2019 bis 15. Okt. 2019 | ⊙    | Harz             | Wernigerode                    | Harburg                |
| 4       | Auleber Solquelle      | 16. Okt. 2019 bis 15. Dez. 2019 | ⊙    | Nordhausen       | Auleben                        |                        |
| 5       | Viaduktblick Mansfeld  | 16. Dez. 2019 bis 15. Feb. 2020 | ⊙    | Mansfeld-Südharz | Mansfeld                       | Mansfelder Viadukt     |
| 6       | Daneilshöhle, Huy      | 16. Feb. 2020 bis 15. Apr. 2020 | ⊙    | Harz             | Röderhof                       | Daneilshöhle, Huy      |

#### Saison 2020/21
| Station | Name                  | Zeitraum                        | Lage | Landkreis | Nächster Ort/ nächste Siedlung | Bild                                         |
| ------- | --------------------- | ------------------------------- | ---- | --------- | ------------------------------ | -------------------------------------------- |
| 1       | Kuttelbacher Teich    | 16. Apr. 2020 bis 15. Jun. 2020 | ⊙    | Goslar    | Hahnenklee                     | Waldseebad Kuttelbacher Teich                |
| 2       | Skywalk Sonnenstein   | 16. Jun. 2020 bis 15. Aug. 2020 | ⊙    | Eichsfeld | Holungen                       | Aussichtspunkt Sonnenstein                   |
| 3       | Schäderpavillon       | 16. Aug. 2020 bis 15. Okt. 2020 | ⊙    | Goslar    | Wolfshagen                     | Der Schäderpavillon mit Blick auf Wolfshagen |
| 4       | Forsthaus Birkenmoor  | 16. Okt. 2020 bis 15. Dez. 2020 | ⊙    | Harz      | Stiege                         | Teich am Forsthaus Birkenmoor                |
| 5       | Matthias-Schmidt-Berg | 16. Dez. 2020 bis 15. Feb. 2021 | ⊙    | Goslar    | St. Andreasberg                | Matthias-Schmidt-Berg                        |
| 6       | Sösetalsperre         | 16. Feb. 2021 bis 15. Apr. 2021 | ⊙    | Göttingen | Osterode am Harz               | Aussichtspunkt an der Sösetalsperre Osterode |

#### Saison 2021/22
| Station | Name                        | Zeitraum                        | Lage | Landkreis        | Nächster Ort/ nächste Siedlung | Bild |
| ------- | --------------------------- | ------------------------------- | ---- | ---------------- | ------------------------------ | --- |
| 1       | Flehmüllers Eiche           | 16. Apr. 2021 bis 15. Jun. 2021 | ⊙    | Nordhausen       | Nordhausen                     | Die Flehmüllers Eiche in Nordhausen. Stempelstelle 202101 der Harzer Wandernadel vom 16. April 2021 bis 15. Juni 2021.              |
| 2       | Stauffenburg                | 16. Jun. 2021 bis 15. Aug. 2021 | ⊙    | Goslar           | Münchehof                      | Die Burgruine Stauffenburg bei Seesen-Münchehof. Stempelstelle 202102 der Harzer Wandernadel vom 16. Juni 2021 bis 15. August 2021. |
| 3       | Gedankenbank                | 16. Aug. 2021 bis 15. Okt. 2021 | ⊙    | Mansfeld-Südharz | Pölsfeld                       | |
| 4       | Krockstein Rübeland         | 16. Okt. 2021 bis 15. Dez. 2021 | ⊙    | Harz             | Höhlenort Rübeland             | Krockstein Rübeland |
| 5       | Pavillon Gallenberg         | 16. Dez. 2021 bis 15. Feb. 2022 | ⊙    | Goslar           | Wildemann                      | |
| 6       | Schutzhütte zum Wanderschuh | 16. Feb. 2022 bis 15. Apr. 2022 | ⊙    | Harz             | Siptenfelde                    | |

#### Saison 2022/23
| Station | Name                    | Zeitraum                        | Lage | Landkreis        | Nächster Ort/ nächste Siedlung | Bild |
| ------- | ----------------------- | ------------------------------- | ---- | ---------------- | ------------------------------ | --- |
| 1       | Kellwassertal           | 16. Apr. 2022 bis 15. Jun. 2022 | ⊙    | Goslar           | Altenau                        | Das Kellwassertal an der Okertalsperre Vorsperre. Stempelstelle 202201 der Harzer Wandernadel vom 16. April 2022 bis 15. Juni 2022. |
| 2       | Feuersalamanderpfad     | 16. Jun. 2022 bis 15. Aug. 2022 |      | Nordhausen       | Niedersachswerfen              | |
| 3       | Meriansblick            | 16. Aug. 2022 bis 15. Okt. 2022 | ⊙    | Harz             | Hasselfelde                    | |
| 4       | Pilgerweg Elende        | 16. Okt. 2022 bis 15. Dez. 2022 | ⊙    | Nordhausen       | Bleicherode                    | |
| 5       | Burg & Schloss Allstedt | 16. Dez. 2022 bis 15. Feb. 2023 | ⊙    | Mansfeld-Südharz | Allstedt                       | |
| 6       | Wolfsklippen Hüttenrode | 16. Feb. 2023 bis 15. Apr. 2023 | ⊙    | Harz             | Blankenburg (Harz)             | |

#### Saison 2023/24
| Station | Name                                        | Zeitraum                        | Lage | Landkreis  | Nächster Ort/ nächste Siedlung | Bild                                                 |
| ------- | ------------------------------------------- | ------------------------------- | ---- | ---------- | ------------------------------ | ---------------------------------------------------- |
| 1       | Thalmühle Meisdorf                          | 16. Apr. 2023 bis 15. Jun. 2023 | ⊙    | Harz       | Meisdorf                       | Blick von Burg Falkenstein auf Thalmühle im Selketal |
| 2       | Die längste Bank, Harzungen                 | 16. Jun. 2023 bis 15. Aug. 2023 | ⊙    | Nordhausen | Niedersachswerfen              |                                                      |
| 3       | Hirschbrunnen, Elbingerode                  | 16. Aug. 2023 bis 15. Okt. 2023 | ⊙    | Harz       | Elbingerode                    | Hirschbrunnen Elbingerode                            |
| 4       | Brockenblick am Lehrpfad, Neuhof/Bad Sachsa | 16. Okt. 2023 bis 15. Dez. 2023 | ⊙    | Göttingen  | Bad Sachsa                     |                                                      |
| 5       | Schloss Herzberg                            | 16. Dez. 2023 bis 15. Feb. 2024 | ⊙    | Göttingen  | Herzberg am Harz               | Schloss Herzberg, Herzberg am Harz von Osten 2009    |
| 6       | Schwefelquelle, Börnecke                    | 16. Feb. 2024 bis 15. Apr. 2024 | ⊙    | Harz       | Börnecke                       | Schwefelquelle-Boernecke                             |

#### Saison 2024/25
| Station | Name                                           | Zeitraum                        | Lage | Landkreis                  | Nächster Ort/ nächste Siedlung | Bild |
| ------- | ---------------------------------------------- | ------------------------------- | ---- | -------------------------- | ------------------------------ | ---- |
| 1       | Brockenblick, Blankenburg                      | 16. Apr. 2024 bis 15. Jun. 2024 | ⊙    | Harz                       | Blankenburg (Harz)             |      |
| 2       | Spiegelthaler Wasserfall, Clausthal-Zellerfeld | 16. Jun. 2024 bis 15. Aug. 2024 | ⊙    | Goslar                     | Clausthal-Zellerfeld           |      |
| 3       | Platz der Generationen, Blankenheim            | 16. Aug. 2024 bis 15. Okt. 2024 | ⊙    | Landkreis Mansfeld-Südharz | Blankenheim                    |      |
| 4       | Tiergehege am Fallstein, Osterwieck            | 16. Okt. 2024 bis 15. Dez. 2024 | ⊙    | Harz                       | Osterwieck                     |      |
| 5       | Selkefall, Harzgerode                          | 16. Dez. 2024 bis 15. Feb. 2025 | ⊙    | Harz                       | Harzgerode                     |      |
| 6       | Feenhöhe, Osterode                             | 16. Feb. 2025 bis 15. Apr. 2025 |      | Göttingen                  | Osterode                       |      |

### Harzer Grenzweg
| Name              | Lage | Landkreise               | Nächster Ort | Bild                                                                    |
| ----------------- | ---- | ------------------------ | ------------ | ----------------------------------------------------------------------- |
| Jungborn          | ⊙    | Goslar, Harz             | Eckertal     | Pavillon am Standort der ehem. Kuranstalt Jungborn                      |
| Zweiländereiche   | ⊙    | Nordhausen, Göttingen    | Zorge        | Zweiländereiche am Harzer Grenzweg zwischen Niedersachsen und Thüringen |
| Drei-Länder-Stein | ⊙    | Goslar, Harz, Nordhausen | Rothesütte   | Am Drei-Länder-Stein bei Rothesütte                                     |

### Harzer Klosterwanderweg
| Nr. | Name                        | Lage | Landkreis | Nächster Ort/ nächste Siedlung | Bild                                       |
| --- | --------------------------- | ---- | --------- | ------------------------------ | ------------------------------------------ |
| 1   | Kloster St. Marien          | ⊙    | Harz      | Quedlinburg                    | Erhaltener Innenraum St. Marien            |
| 2   | Stiftskirche St. Cyriakus   | ⊙    | Harz      | Gernrode                       | Westfront der Stiftskirche St. Cyriakus    |
| 3   | Kloster Wendhusen           | ⊙    | Harz      | Thale                          | Kloster Wendhusen                          |
| 4   | Bergkirche St. Bartholomäus | ⊙    | Harz      | Blankenburg (Harz)             | St.-Bartholomäus-Kirche                    |
| 5   | Kloster Michaelstein        | ⊙    | Harz      | Michaelstein                   | Kloster Michaelstein                       |
| 6   | Kloster Himmelpforten       | ⊙    | Harz      | Wernigerode                    | Reste der Mauer des Klosters Himmelpforten |
| 7   | Kloster Drübeck             | ⊙    | Harz      | Drübeck                        | Kloster Drübeck                            |
| 8   | Kloster Ilsenburg           | ⊙    | Harz      | Ilsenburg (Harz)               | Kloster Ilsenburg                          |
| 9   | Kloster Wöltingerode        | ⊙    | Goslar    | Wöltingerode                   | Kloster Wöltingerode                       |
| 10  | Stiftskirche St. Georg      | ⊙    | Goslar    | Gut Grauhof                    | Kloster Grauhof                            |
| 11  | Neuwerkkirche Goslar        | ⊙    | Goslar    | Goslar                         | Neuwerkkirche Goslar                       |

### Lutherweg
| Nr.  | Name                                           | Lage | Landkreis        | Nächster Ort/ nächste Siedlung | Bild                                      |
| ---- | ---------------------------------------------- | ---- | ---------------- | ------------------------------ | ----------------------------------------- |
| LS1  | Wolfsmühle Rodishain                           | ⊙    | Nordhausen       | Rodishain                      | Wasserrad bei der Wolfsmühle              |
| LS4  | Feldflur Hayn                                  | ⊙    | Harz             | Hayn                           |                                           |
| LS5  | Naturerlebnisstation Dankerode „Am Heuweg“     | ⊙    | Harz             | Dankerode                      |                                           |
| LS7  | Naturerlebnisstation Wippra „Am Kleebeck“      | ⊙    | Mansfeld-Südharz | Wippra                         | Naturerlebnisstation Wippra "Am Kleebeck" |
| LS8  | Schutzhütte Baumrode                           | ⊙    | Mansfeld-Südharz | Baumrode                       |                                           |
| LS9  | Naturerlebnisstation Möllendorf „Am Brandberg“ | ⊙    | Mansfeld-Südharz | Möllendorf                     |                                           |
| LS10 | „Kalte Stelle“ Unterrißdorf                    | ⊙    | Mansfeld-Südharz | Unterrißdorf                   |                                           |

Daneben liegen auch die regulären Stempelstellen Nr. 215 Josephshöhe Auerberg (LS3), Nr. 216 Lutherbuche Stolberg (LS2) sowie Nr. 219 Wippertalsperre (LS6) am Lutherweg.

### Harzer Geschichtsorte "Burgen und Schlösser"
| Nr.   | Name                                          | Lage | Landkreis | Nächster Ort/ nächste Siedlung | Bild                                |
| ----- | --------------------------------------------- | ---- | --------- | ------------------------------ | ----------------------------------- |
| B&S1  | Schloss Quedlinburg                           | ⊙    | Harz      | Quedlinburg                    | Quedlinburger Stiftskirche          |
| B&S2  | Burg Falkenstein (Stempelstelle 200)          | ⊙    | Harz      | Falkenstein                    | Burg Falkenstein                    |
| B&S3  | Burgruine Anhalt (Stempelstelle 197)          | ⊙    | Harz      | IV. Hammer                     | Burgruine Anhalt                    |
| B&S4  | Burgruine Hausneindorf                        | ⊙    | Harz      | Hausneindorf                   | Burgruine Hausneindorf              |
| B&S5  | Erichsburg                                    | ⊙    | Harz      | Friedrichsbrunn                | Erichsberg                          |
| B&S6  | Großes Schloss Blankenburg                    | ⊙    | Harz      | Blankenburg                    | Schloss Blankenburg                 |
| B&S7  | Güntersburg                                   | ⊙    | Harz      | Güntersberge                   | Standort der ehemaligen Güntersburg |
| B&S8  | Heimburg (Stempelstelle 84)                   | ⊙    | Harz      | Heimburg                       | Burgruine Heimburg                  |
| B&S9  | Heinrichsburg                                 | ⊙    | Harz      | Mägdesprung                    | Burgruine Heinrichsburg             |
| B&S10 | Huysburg                                      | ⊙    | Harz      | Röderhof                       | Huysburg                            |
| B&S11 | Lauenburg (Stempelstelle 187)                 | ⊙    | Harz      | Stecklenberg                   | Burgruine Stecklenburg              |
| B&S12 | Kleines Schloss Blankenburg                   | ⊙    | Harz      | Blankenburg                    | Kleines Schloss Blankenburg         |
| B&S13 | Königspfalz Bodfeld                           | ⊙    | Harz      | Eggeröder Brunnen              | ehemalige Königspfalz Bodfeld       |
| B&S14 | Königspfalz Derenburg                         | ⊙    | Harz      | Stadt Derenburg                | ehemalige Königspfalz Derenburg     |
| B&S15 | Konradsburg bei Ermsleben (Stempelstelle 201) | ⊙    | Harz      | Endorf (Falkenstein)           | Konradsburg                         |
| B&S16 | Roseburg                                      | ⊙    | Harz      | Ballenstedt                    | Roseburg                            |
| B&S17 | Burg Regenstein (Stempelstelle 80)            | ⊙    | Harz      | Blankenburg (Harz)             | Burgruine Regenstein                |
| B&S18 | Ruine Domburg im Hakel bei Heteborn           | ⊙    | Harz      | Heteborn                       | Ruine Domburg                       |
| B&S19 | Burg Schlanstedt                              | ⊙    | Harz      | Schlanstedt                    | Burg Schlanstedt                    |
| B&S20 | Schloss Ballenstedt                           | ⊙    | Harz      | Ballenstedt                    | Schloss Ballenstedt                 |
| B&S21 | Schloss Hessen                                | ⊙    | Harz      | Hessen (Osterwieck)            | Schloss Hessen                      |
| B&S22 | Schloss Wernigerode                           | ⊙    | Harz      | Wernigerode                    | Schloss Wernigerode                 |
| B&S23 | Schloss zu Harzgerode                         | ⊙    | Harz      | Harzgerode                     | Schloss Harzgerode                  |
| B&S24 | Selkenfelder Schanze                          | ⊙    | Harz      | Stiege (Harz)                  | Selkenfelder Schanze                |
| B&S25 | Seweckenberge (-warte) bei Quedlinburg        | ⊙    | Harz      | Gersdorfer Burg                | Seweckenwarte                       |
| B&S26 | St. Wiperti                                   | ⊙    | Harz      | Quedlinburg                    | St. Wiperti                         |
| B&S27 | Stapelburg                                    | ⊙    | Harz      | Stapelburg                     | Burg Stapelburg                     |
| B&S28 | Stecklenburg                                  | ⊙    | Harz      | Stecklenberg                   | Burg Stecklenburg                   |
| B&S29 | Burgruine Treseburg                           | ⊙    | Harz      | Treseburg                      | ehemalige Burgruine Treseburg       |
| B&S30 | Burg Westerburg                               | ⊙    | Harz      | Westerburg                     | Burg Westerburg                     |
| B&S31 | Winzenburg                                    | ⊙    | Harz      | Thale                          |                                     |
| B&S32 | Wasserburg Zilly                              | ⊙    | Harz      | Zilly                          | Wasserburg Zilly                    |

## Die schönste Stempelstelle des Jahres
Jedes Jahr wird von der Harzer Wandernadel eine der insgesamt 222 Stempelstellen zur schönsten Stempelstelle des Jahres gewählt. Der Gewinner der Wahl wird traditionell auf dem Kaiser- und Königstreffen bekannt gegeben.
| Jahr | Nr. | Name                       | Lage | Landkreis  | Nächster Ort/ nächste Siedlung |
| ---- | --- | -------------------------- | ---- | ---------- | ------------------------------ |
| 2023 | 53  | Hasselvorsperre            | ⊙    | Harz       | Hasselfelde                    |
| 2022 | 171 | Altarklippe                |      | Goslar     |                                |
| 2021 | 204 | Selkesicht an der Ackeburg | ⊙    | Harz       | Gartenhaus                     |
| 2020 | 44  | Kapitelsberg               | ⊙    | Harz       | Tanne                          |
| 2019 | 144 | Hanskühnenburg             | ⊙    | Göttingen  | Riefensbeek                    |
| 2018 | 29  | Elversstein                | ⊙    | Harz       | Hasserode                      |
| 2017 | 106 | Schöne Aussicht Bielstein  | ⊙    | Goslar     | Lautenthal                     |
| 2016 | 9   | Brockenhaus                | ⊙    | Harz       | Schierke                       |
| 2015 | 144 | Hanskühnenburg             | ⊙    | Göttingen  | Riefensbeek                    |
| 2014 | 82  | Regensteinmühle            | ⊙    | Harz       | Blankenburg (Harz)             |
| 2013 | 58  | Pferdchen                  | ⊙    | Göttingen  | Zorge                          |
| 2012 | 113 | Grumbacher Teich           | ⊙    | Goslar     | Bockswiese                     |
| 2011 | 110 | Granestausee               | ⊙    | Goslar     | Herzog Juliushütte             |
| 2010 | 54  | Rotestein                  | ⊙    | Harz       | Wendefurth                     |
| 2009 | 81  | Sandhöhlen im Heers        | ⊙    | Harz       | Blankenburg (Harz)             |
| 2008 | 90  | Roter Schuss               | ⊙    | Nordhausen | Zorge                          |
| 2007 | 1   | Eckertalsperre             | ⊙    | Harz       | Bad Harzburg                   |